# مصيدة باردة

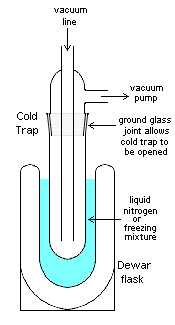
مصيدة باردة مغموسة في وسط بارد في وعاء ديوار.

المصيدة الباردة هو جهاز يستخدم في المختبرات يهدف إلى إجراء عملية تكثيف للأبخرة. تستخدم هذه الوسيلة من أجل منع أبخرة المواد الكيميائية من الدخول تحت جو مخلى (مفرغ) إلى المضخة الفراغية، حيث يمكن أن تتكثف هناك وتلوثها وقد تسبب الضرر لها. من التطبيقات المستخدمة للمصيدة الباردة استخدامها من أجل إزالة السوائل في عملية التجفيف بالتجميد.